# Peixe-palhaço-de-Aname
O peixe-palhaço-de-Aname (Amphiprion annamensis), é uma espécie de peixe-palhaço nativa do Oceano Pacífico, por muito tempo a espécie era considerada sinônimo do peixe-palhaço-de-sela-branca (A. polymnus), mas estudos taxonômicos recentes distinguiram a população do Oceano Índico da população do Indo-Pacífico, sendo espécies totalmente diferentes. A etimologia de ''Aname'' vêm de sua localidade tipo, com os primeiros exemplares sendo coletados na costa da antiga colônia francesa Aname, no Vietnã.
Assim como outras espécies de peixes-palhaço, possuem um muco em sua pele que os protege das queimaduras das anêmonas, pois vivem em simbiose, a anêmona fornece abrigo, em troca, o peixe a alimenta e deixa livre de parasitas. Frequentemente são coletados para fins ornamentais, pois são peixes muito procurados por aquaristas, por serem de fácil manutenção e coloridos.
O peixe-palhaço-de-Aname é nativo do Oceano Pacífico, sendo encontrado na costa do Vietnã e Hainan, China, para leste de Luzon, nas Filipinas. Raramente a espécie é avistada nas Ilhas Ryukyu, sul do Japão.